# Українці Канади за Демократичну Україну

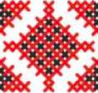
Ukrainians of Canada for Democratic Ukraine logo

Українці Канади за Демократичну Україну — громадська ініціатива, яка була створена в Канаді в березні 2014 року на тлі вторгнення військ Російської Федерації на територію автономної республіки Крим України.
Завданнями ініціативи є співпраця з урядовими організаціями Канади, України, а також з засобами масової інформації та волонтерськими організаціями обох країн щодо надання підтримки Україні в справі боротьби з зовнішньою агресією, та міжнародної ізоляції Росії з метою припинення її нападу на територію України.
Ініціатива також закликає жителів Канади, зокрема українського походження, брати участь в масових громадських заходах, щодо підтримки України, які організовуються українськими організаціями Канади, а також до збору коштів та речей для Української армії та добровольчих батальйонів України.
Наразі громадська ініціатива включає 348 учасників, переважно жителів міста Монреаль провінції Квебек Канади.
28 жовтня 2014 року до ініціативи звернувся Міністр іноземних справ Канади Джон Берд, в своєму листі він надав детальну інформацію щодо введених Канадою санкцій проти Російської Федерації, зазначивши що санкції введені Канадою є наймасовішими та найбільш потужними серед країн світу та запевнив про подальшу підтримку України Канадою.
У відповіді Міністрові іноземних справ Канади Джону Берду 8 листопада 2014 року громадська ініціатива описала важливість термінових дій, зважаючи на можливу активізацію військових формувань Росії на українському сході, та попросила розглянути можливість надання медичного обладнання українським шпиталям, де лікуються поранені учасники АТО, в листі зазначено 12 шпиталів в містах України, переважно в Києві та Дніпропетровську, з переліком медичного обладнання, яке необхідно терміново. Цю інформацію ініціатива зібрала за допомогою українських волонтерських спільнот, джерел в Міністерстві охорони здоров'я України, в Дніпропетровській облдержадміністрації.
Після подавлення злочинного втручання Російської Федерації на територію України, ініціатива планує сприяти подальшій співпраці Канади з Україною, щодо економічного розвитку та демократичного управління в Україні.